# الحزب الديمقراطي المسيحي (البرازيل)
الحزب الديمقراطي المسيحي (بالبرتغالية: Partido Democrata Cristão‏) هو حزب سياسي في البرازيل تأسس عام 1945. وهو حزب صغير يدعم القيم المسيحية التقليدية، لم يحقق أي نجاح انتخابي وتم حظره من قبل الحكومة العسكرية في عام 1965.
أعيد تشكيل الحزب بعد سقوط الجيش عام 1985، ثم اندمج لاحقًا مع أحزاب أخرى، بما في ذلك الحزب الاشتراكي الديمقراطي،  لتشكيل الحزب التقدمي البرازيلي اليميني في عام 1993.
كان رئيس البرازيل جايير بولسونارو عضوًا في الحزب من عام 1988 إلى الاندماج مع الحزب الاشتراكي الديمقراطي.